# 弗里曼角 (巴雷尼群島)
67°20′S 164°35′E / 67.333°S 164.583°E
弗里曼角（Cape Freeman），是南極洲的海岬，位於斯特奇島北端，屬於巴雷尼群島的一部分，以1839年發現該群島的船隻指揮官命名，現時由南極條約體系管理。